# Vadim Viktorovič Bakatin
Vadim Viktorovič Bakatin (in russo Вадим Викторович Бакатин?; Kiselëvsk, 6 novembre 1937 – Mosca, 31 luglio 2022) è stato un politico sovietico, nonché ultimo direttore del KGB dall'agosto 1991 al dissolvimento dell'agenzia stessa, in seguito al fallito colpo di Stato ai danni di Michail Gorbačëv.

## Biografia
Nato da una famiglia benestante nella città di Kiselëvsk, nell'oblast' di Kemerovo, ha studiato a Novosibirsk all'Istituto di Ingegneria delle Costruzioni e all'Accademia delle Scienze Sociali. Ha cominciato a lavorare nel 1960.

## Carriera

### Gli inizi
Entrato a far parte del Partito Comunista dell'Unione Sovietica nel 1964, dopo graduali promozioni è stato nominato Ministro degli affari interni dell'URSS nel 1988, carica che ha mantenuto fino al 1990.

### Direttore del KGB
Dopo il tentativo di colpo di stato dell'agosto 1991 ai danni di Michail Gorbačëv, Bakatin è stato nominato capo del Comitato per la Sicurezza dello Stato (KGB) succedendo a Vladimir Krjučkov (se si esclude la brevissima attività di Leonid Šebaršin) con l'ordine di sciogliere l'agenzia. Durante la presidenza di Bakatin si sono avuti grandi cambiamenti strutturali e organizzativi che hanno ridotto notevolmente il potenziale dell'organizzazione. Il KGB è stato privato delle forze di sicurezza interna (incorporate nel Ministero della difesa), delle Guardie di Frontiera (che hanno costituito una struttura organizzativa indipendente) e dei servizi di emergenza, che sono stati direttamente sottoposti all'amministrazione presidenziale. Bakatin ha formalmente mantenuto la carica fino all'ottobre 1991. Il 22 ottobre 1991, infatti, è stato emesso un decreto di scioglimento del KGB, che ha cessato ufficialmente l'attività il 3 dicembre.
Le funzioni del KGB sono state rilevate dalla Federal'naja služba bezopasnosti (FSB, i Servizi federali per la sicurezza della Federazione russa), dalla Služba Vnešnej Razvedki (SVR, il Servizio di Intelligence Estera), dal Servizio di Protezione Federale e dal Federal'noe Agenstvo Pravitel'stvennoj Svjazi i Informacii (FAPSI, l'Agenzia Federale per le Comunicazioni e le Informazioni al Governo).
L'attività di Bakatin è stata accolta con dure critiche, comprese accuse di tradimento, e la sua posizione è stata eliminata in seguito al crollo dell'Unione Sovietica, quando Boris El'cin ha fuso il KGB con altre agenzie governative.

### La dissoluzione dell'Unione Sovietica
Dopo il crollo dell'URSS Bakatin è diventato vicepresidente della Fondazione Internazionale di riforma economico e sociale "Reforma". Successivamente si è dedicato agli affari ed è diventato direttore della Baring Vostok Capital Partners, una società di investimenti. È rimasto sempre leale a Gorbačëv e lo ha supportato nei suoi sforzi mirati all'introduzione delle riforme.

## Citazioni
(Waller)

## Pubblicazioni
Nel 1992 ha pubblicato un libro di memorie personali sul suo ruolo chiave nella chiusura del KGB dal titolo Izbavlenie ot KGB: vremja, sobytija, ljudi. ("Liquidazione del KGB: il momento, gli eventi, i personaggi").
- (RU) Izbavlenie ot KGB: vremja, sobytija, ljudi, Novosti, 1994, ISBN 5-7020-0721-2.